# Proporcionalitat
La proporcionalitat és una relació entre magnituds mesurables. És un dels escassos conceptes matemàtics àmpliament difós en la població. Això es deu al fet que és en bona part intuïtiu i d'ús molt comú.
Un factor d'escala és un nombre que balança, o multiplica, alguna quantitat. En l'equació {\displaystyle y=Cx}, C és el factor d'escala per x. C És també el coeficient de x, i pot ser anomenat la constant de proporcionalitat de y a x. En el camp de mides, el factor d'escala d'un instrument és de vegades referit a la sensibilitat. La proporció de qualsevol de les dues longituds corresponents dins dues figures geomètriques similars és també anomenat un factor d'escala.

## Exemples

### Primer exemple
La recepta d'un pastís indica que per a quatre persones es necessiten 200 grams de farina, 150 de mantega, quatre ous i 120 grams de sucre. Com adaptar la recepta per a cinc persones? 
Segons diversos estudis, la majoria de la gent calcularia les quantitats per a una persona (dividint per quatre) i després les multiplicaria pel nombre real de persones, cinc. Una minoria no sent la necessitat de passar per les quantitats unitàries (és a dir per persona) i multiplicaria els nombres de la recepta per 5/4 = 1,25 (el que equival a afegir una quarta part als valors inicials). El pastís amb cinc ous, 250 grams de farina; 187,5 grams de mantega i 150 de sucre tindrà el mateix sabor que l'altre, si el cuiner aficionat es mostra tan bo com el xef que va escriure la recepta.
Es diu que la quantitat de cada ingredient és proporcional al nombre de persones, i es representa aquesta situació mitjançant una taula de proporcionalitat:
Més generalment, es diu que els nombres {\displaystyle y_{1},y_{2}...y_{n}\ } (a l'exemple, la segona línia de la taula) són proporcionals a {\displaystyle x_{1},x_{2}...x_{n}\ } si existeix un coeficient k no nul ({\displaystyle 5 \over 4} a l'exemple) tal que :

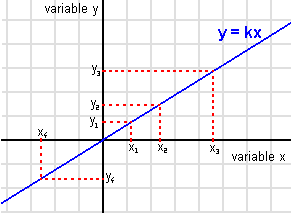
Variables proporcionals relacionades per una funció lineal

Si es consideren {\displaystyle x_{1},x_{2}...x_{n}\ } e {\displaystyle y_{1},y_{2}...y_{n}\ } com a valors de variables {\displaystyle x\ } e {\displaystyle y\ }, llavors es diu que aquestes variables són proporcionals; la igualtat {\displaystyle {\boldsymbol {y=k\cdot x}}} significa que y és una funció lineal de x.

La representació gràfica d'aquesta funció és una recta que passa per l'origen del sistema de coordenades. Una variació (increment o decrement) de x produeix una variació proporcional de y (i recíprocament, donat que {\displaystyle k\neq 0:\quad x=1/k\cdot y}): 
Són les funcions més senzilles que existeixen i les primeres que s'estudien a classe de matemàtiques.
La relació «Ser proporcional a» és 
- Reflexiva (tota variable és proporcional a si mateixa, amb el coeficient 1)

- Simètrica (quan i és proporcional a x llavors x ho és a i, amb el coeficient invers)

- Transitiva (si x és proporcional a i, i i a z, llavors x ho és amb z, multiplicant els coeficients)

per tant, es tracta d'una relació d'equivalència. En particular, dues variables proporcionals a una tercera seran proporcionals entre elles.
La taula del primer exemple es pot descompondre en tres de format dos per dos: 
per tant les propietats de la proporcionalitat s'il·lustren preferentment amb taules de quatre caselles.
Una proporció està formada pels nombres a, b, c i d, si la raó entre a i b és la mateixa que entre c i d.
Una proporció està formada per dues raons iguals: 
{\displaystyle a:b=c:d}.
On a, b, c i d són distints de zero i es llegeix a és a b com c és a d .
Proporció múltiple:
Una sèrie de raons està formada per tres o més raons iguals: 
{\displaystyle a:b=c:d=e:f}
I es pot expressar com una proporció múltiple: 
{\displaystyle a:c:e=b:d:f}
En la proporció hi ha quatre termes; a i d es diuen extrems; c i b es diuen mitjans.
En tota proporció el producte dels extrems és igual al producte dels mitjans.
Per a establir que una taula és proporcional, es pot:
1. Verificar que la segona columna és múltiple de la primera, (primera taula: per a passar de la primera casella a la segona, cal multiplicar per {\displaystyle b \over a}; en la segona línia s'ha de multiplicar per {\displaystyle d \over c}, per tant aquestes fraccions han de ser iguals per a obtenir columnes proporcionals)
2. Verificar que la segona línia és múltiple de la primera (segona taula, amb un raciocini semblant) o
3. Verificar la igualtat dels productes creuats: {\displaystyle {\boldsymbol {a\cdot d=b\cdot c}}}. (tercera taula: les igualtats anteriors equivalen a {\displaystyle a\cdot d=b\cdot c}, quan no hi ha valors nuls, que per cert no tenen gran interès en aquest context).

### Segon exemple
Dos paletes construixen un mur de dotze metres de superfície en tres hores; quina superfície construiran cinc paletes en quatre hores? 
Hi ha dos paràmetres que influïxen en la superfície construïda: el nombre de paletes i el temps de treball. No cal resistir a la temptació d'aplicar dues vegades la proporcionalitat, però això sí, explicitant les hipòtesis subjacents.
Afirmar que el treball realitzat és proporcional al nombre de paletes equival a dir que tots els obrers tenen la mateixa eficàcia al treball (són intercanviables); i afirmar que la superfície és proporcional al temps de treball suposa que el rendiment no canvia amb el temps: els paletes no es cansen.
Admetent aquestes dues hipòtesis, es pot contestar a la pregunta passant per una etapa intermèdia: quina superfície construirien dos paletes en quatre hores? 
El paràmetre "nombre de paletes" té un valor fix, després s'aplica la proporcionalitat amb el temps (subtaula vermella). La superfície construïda serà multiplicada per {\displaystyle 4 \over 3}.
Després, fixant el paràmetre temps a quatre hores, i variant el del nombre d'obrers de 2 a 5, la superfície serà multiplicada per {\displaystyle 5 \over 2} (la subtaula blava és proporcional).
| El resultat final és | {\displaystyle 12\times {\frac {4}{3}}\times {\frac {5}{2}}=40} | metres cuadrats. |

La proporcionalitat múltiple es resol així, multiplicant pels coeficients corresponents a cada factor:

### Tercer exemple
Dos automobilistes recorren exactament el mateix camí. Al primer li ha pres dues hores i mitja arribar a la destinació, rodant a una velocitat mitjana de 70 km/h. El segon roda a 100 km/h. Quant temps ha trigat a arribar? 
Quan major velocitat tingui un, menor temps durarà el viatge. Si es multiplica per dos la velocitat, la durada del viatge es dividirà per dos. Aquí, clarament el temps del recorregut no és proporcional a la velocitat sinó justament el contrari: és inversament proporcional, és a dir proporcional a l'invers de la velocitat.
Això permet respondre a la pregunta: 
Canviant una multiplicació per una divisió (primera taula) o aplicant la proporcionalitat amb la inversa de la velocitat (segona taula). El temps serà {\displaystyle 2,5\times {\frac {7}{10}}=1,75}, és a dir una hora i 45 minuts.
Més generalment, si una variable y és inversament proporcional a una altra variable x, es pot aplicar la proporcionalitat com {\displaystyle 1 \over x}, o millor utilitzant la següent equivalència:
És a dir, el producte dels valors corresponents (aquí en la mateixa línia) és constant. A l'exemple: 70 × 2,5 = 100 × 1, 75 = 175 km, que és la longitud del recorregut.